# Taugwitz
Taugwitz este o comună din landul Saxonia-Anhalt, Germania.